# Liste des lycées des départements du Borgou et de l'Alibori
Situé au nord-est du Bénin, le département de l'Alibori regroupe des villes telles que Banikoara, Gogonou, Karimama, Malanville,Ségbana et Kandi comme préfecture,. Le Borgou quant à lui est situé à l'est du pays et a pour communes les villes de Bembéréké,Kalalé, N'Dali, Nikki, Pèrèrè, Sinendé, Tchaourou et Parakou comme chef lui,. Ce département compte plusieurs lycées publics qui sont sous la tutelle ministère de l’enseignement technique et de la formation professionnelle du Bénin. Au nombre de ceux-ci, nous avons  (liste non exhaustive),,,,,,,:
| Lycée                                             | public | professionnel |
| ------------------------------------------------- | ------ | ------------- |
| Lycée Mathieu Bouké de Parakou                    | X      | X             |
| Lycée des jeunes filles de Parakou                | X      | X             |
| Lycée technique industriel et commercial de Kandi | X      | X             |
| Lycée Technique Agricole de Banikoara             | X      | X             |